# Антоніу ді Соуза Нету
Антоніу ді Соуза Нету (порт. Antônio de Sousa Neto, нар.11 лютого 1801, Ріо-Гранде — пом.2 червня 1866, Коррієнтес) — бразильський політик та військовик, дуже впливовий в штаті Ріу-Гранді-ду-Сул. Жив в 19 столітті, та найвідоміший своєю роллю у Війні Фаррапус (1835 — 1845).
Протягом повстання (війни) Фаррапус він командував першою бригадою республіканських військ. Після Сейвальської битви, де його війська одержали перемогу над військами імперії, 11 вересня 1836 року в місті Кампу-дос-Менезіс проголосив незалежну Республіку Ріу-Гранді. Він керував військами ще в кількох битвах, зокрема під Порту-Алегрі та поверненням Ріу-Парду.
Після війни переїхав до Уругваю. З початком війни Потрійного Альянсу, взяв у ній участь на чолі організованого ним загону. У Битві при Туюті був поранений, та потрапив до госпіталю в Коррієнтесі (Аргентина), де він і помер.
Його життя було описане у відомому бразильському фільмі 2001 року «Нету втрачає свою душу».